# Умар Фарук Абдулмуталлаб
Умар Фарук Абдулмуталлаб (р. 22 декабря 1986 года, Кадуна, Нигерия) — активист «Аль-Каиды», пытавшийся взорвать пассажирский самолёт Airbus А330 американской авиакомпании Delta Airlines, следовавший из Амстердама в Детройт (Мичиган) в канун Рождества 25 декабря 2009 года — рейс 253 Northwest Airlines. (Интересно, что этот рейс он выбрал в связи с тем, что он был самым дешёвым — на другие маршруты у него не хватало денег.) Гражданин Нигерии.

## Биография
Сын нигерийского бизнесмена, бывшего председателя совета директоров самого старого банка Нигерии «First Bank». Известно, что перед попыткой теракта 25.12.2009 его отец оповещал американские спецслужбы о связях сына с экстремистами.
Муталлаб получил среднее образование в Британской школе в Ломе (Того).
В 2004—2005 годах он изучал арабский язык в Сане (Йемен), а также посещал лекции в Университете «Иман» (англ. Iman University), религиозной школе, основателем и руководителем которой был шейх Абдул-Маджид аз-Зиндани, включённый в 2004 году властями США в перечень лиц, связанных с «глобальным терроризмом», а ООН — в террористический перечень.
Проходил обучение в лагере «Аль-Каиды» на территории Йемена.
В 2008 году получил диплом специалиста по машиностроению в Университетском колледже Лондона.

### Попытка теракта 25.12.2009
Сел на самолёт в амстердамском аэропорту Схипхол.
Компоненты для взрывного устройства были спрятаны под его одеждой и смешаны уже во время полёта — перед взрывом он провёл около 20 минут в туалете; но из-за не сработавшего детонатора бомба не взорвалась, сам же Абдулмуталлаб получил серьёзные ожоги паховой области.
О его связях с исламистскими организациями стало известно сразу после вылета рейса Амстердам — Детройт, а так как борт был в воздухе, службы безопасности США приняли решение допросить уроженца Нигерии уже в аэропорту Детройта.
В больнице признался в попытке теракта.
Ответственность за неудавшийся теракт взяла на себя группа «Аль-Каида на Аравийском полуострове».
Требовал судить себя по законам Шариата.
16 февраля 2012 года верховный суд штата Мичиган признал 25-летнего Умара Фарука Абдулмуталлаба виновным в «попытке совершения террористического акта с использованием оружия массового поражения» и приговорил к 4 срокам пожизненного лишения свободы без права на условно-досрочное освобождение.  
В последнем слове Абдулмуталлаб несколько раз прокричал «Аллах акбар!» и заявил, что все мусульмане должны последовать его примеру джихада, так, как учит их Коран.
С марта 2012 года отбывает наказание в тюрьме ADX Florence.